# Алумяэ, Николай Александрович
Алумяэ Николай Александрович (эст. Nikolai Alumäe; 12 сентября 1915 года — 26 марта 1992 года) — советский учёный в области механики. Академик АН Эстонской ССР (1961). Вице-президент АН Эстонской ССР (1964—1977). Лауреат Научной премии Эстонии.

## Биография
Окончил Таллинский технический университет (1941). Ученик О. А. Маддисона
Доктор технических наук (1951, тема диссертации «Исследование тонкостенных упругих оболочек в послекритической стадии»)
Директор-основатель Института кибернетики АН ЭССР (1960—1969), старший научный сотрудник и консультант промышленности (1977—1987), с 1987 года — советник президиума АН ЭССР.
Член Национального комитета СССР по теоретической и прикладной механике
Похоронен на Лесном кладбище в Таллине.

## Память
Учреждена и вручается медаль Алумяэ

## Семья
Брат — известный музыкант Владимир Алумяэ.

## Научные интересы
Нелинейная теория тонких оболочек

## Оценки коллег
Николай Александрович, сам обладая высокой квалификацией, был непримирим к каким бы то ни было компромиссам в области науки.